# Osvaldo Romo
Osvaldo Enrique Romo Mena (Santiago de Chile, 20 de abril de 1938-Santiago de Chile, 4 de julio de 2007) fue un agente de la Dirección de Inteligencia Nacional (DINA), policía secreta encargada de reprimir y torturar a los opositores a la dictadura militar chilena entre 1973 y 1977. Fue declarado culpable y encarcelado por diversos casos de tortura y violaciones de derechos humanos.

## Biografía
Osvaldo Romo nació en 1938 en Santiago, hijo de Luis Romo e Inés Mena, se casó el 23 de diciembre de 1960 con Raquel González, con quien tuvo cinco hijos. Según algunos antecedentes, cometió algunos delitos menores y actuó como informante para la Policía de Investigaciones. Durante el gobierno de la Unidad Popular (1970-1973), Romo fue dirigente vecinal en Lo Hermida, un barrio de clase baja en Santiago, transitando entre los campamentos Vietnam Heroico, Nueva La Habana y otros enclaves dirigidos por el Movimiento de Izquierda Revolucionaria (MIR). En esa época, Romo militaba en la Unión Socialista Popular (USOPO), del cual fue candidato a regidor por Ñuñoa y a diputado por Puerto Montt y Llanquihue, elección en la que obtuvo cerca de 400 votos. Este partido político planteaba una estrategia moderada y mantenía distancia con los grupos más radicalizados.

### Golpe militar del 11 de septiembre de 1973
Una vez concretado el golpe de Estado del 11 de septiembre de 1973, algunos testimonios indican que Romo apareció vestido de suboficial del Ejército de Chile, a pesar de no haber sido miembro de esa institución, identificando a personas simpatizantes del derrocado gobierno en las poblaciones santiaguinas, en particular a miembros del MIR.

### DINA
Pasó a integrar la DINA donde actuó bajo las órdenes del Brigadier Miguel Krassnoff en la agrupación Halcón I (perteneciente a la Brigada Caupolicán, la cual tenía órdenes de neutralizar a cualquier costo el accionar del MIR).

## Violaciones de los derechos humanos
Conocido como Guatón Romo o Comandante Raúl, fue uno de los torturadores más infames de la DINA, siendo uno de los pocos que reconoció explícitamente las violaciones a los derechos humanos cometidas por los organismos de inteligencia de la dictadura. Romo ha sido caracterizado como un torturador cruel que se jactaba de sus acciones y sometía a abusos sexuales a diversas mujeres, no sólo a sus víctimas sino a las esposas de los ejecutados, a las que extorsionaba para entregar el paradero de estos.

Sólo un juez se atrevió en 1975 a dictar una orden de detención en contra de Osvaldo Romo, la que nunca se cumplió. Eso fue lo que alertó a la DINA y lo que finalmente motivó que lo enviaran a Brasil, uno de los países que en ese entonces pertenecía a la Triple A, la Liga Anticomunista". 
Detective Luis Henríquez que lo capturó en Brasil 1992

El 11 de abril de 1995 en una entrevista a la cadena Univisión comentó de forma pormenorizada las formas de tortura, incluyendo aplicar electricidad en pezones y vaginas a mujeres, sin manifestar arrepentimiento.

—¿Volverías a hacerlo? ¿lo harías igual?
—Claro, lo haría igual y peor. Yo no dejaría periquito vivo (...) Fue un error de la Dina. Yo siempre le discutía a mi general: "no deje a esa persona viva, no lo deje libre." Ahí están las consecuencias.

—Sobre arrojar los cadáveres de los detenidos al mar...

—Yo creo que puede ser (...) Ahora Chile no es un mar para tirar cadáveres, porque es torrentoso, es violento (...) Tirarlos en un cráter de un volcán sería mejor... (...) ¿Quién va a ir a buscar a un cráter de un volcán? Nadie.

—El día de su muerte.. su epitafio ¿qué debiera decir? "Aquí descansa el verdugo, el torturador, el asesino..."

—Lógico, lógico. Eso se lo acepto. Porque para mí fue una cosa buena (...) Yo estoy limpio con mi conciencia y mis creencias.
Extracto de una entrevista realizada por la periodista Mercedes Soler para Primer Impacto de Univisión, 1995

## Detención
Luego del retorno a la democracia, la jueza Dobra Lusic, que investigaba la desaparición del militante del MIR Alfonso Chanfreau Oyarce, detenido el 30 de julio de 1974, logró ubicar a Romo en Brasil y consiguió que fuera deportado en 1992. Su familia se quedó allá. Romo había sido uno de los criminales más buscados para ser sometidos a juicio por las atrocidades cometidas durante la dictadura. Romo fue condenado a 10 años de prisión por el secuestro del mirista Manuel Cortez Joo y de cinco años y un día por el de Ofelio Lazo, detenido desaparecido desde julio de 1974. 
Romo creía que en Chile tendría el apoyo del Ejército, pero él no era militar. Y pronto entró a cumplir condena a la cárcel pública de Colina como un reo especial, pero reo al fin. 

### Peritaje siquiátrico de 2003
En un peritaje psiquiátrico de 2003, Romo habló sobre su misión en la DINA. La diligencia médica está anexada en el expediente por el homicidio de Lumi Videla, una importante dirigenta del MIR asesinada por la DINA en 1974, durante una sesión de tortura mientras estaba detenida en el Cuartel Ollagüe, cuyo cuerpo fue arrojado luego a la embajada de Italia. Romo le dijo al psiquiatra Roberto Araya, que aceptó colaborar con la dictadura con la condición de que “no cayeran inocentes” y de “minimizar las bajas”.

“su labor era confeccionar un ‘mapa’ y delatar a cada miembro del MIR y aclarar el organigrama de este grupo. Se excusa diciendo que él no mató a nadie y que el MIR había buscado ese destino previamente”..No observé rasgos de demencia. Habla de sí mismo con deleite, a sabiendas de haberse transformado en un personaje histórico (¿mitológico?). Su actitud también demuestra una convicción de privilegio ante la ley y una seguridad excesiva en su impunidad”. 
Siquiatra Roberto Araya en informe siquiatrico de Osvaldo Romo en 2003

### Delata a la DINA
Hasta que llegó el minuto en que Romo decidió entregar en tribunales los nombres de los miembros de la DINA. Tal como lo hizo en los años 1970, volvió a delatar.

Ciro Torré, un ex agente operativo de la DINA: “Estuvo en la Venda Sexy, era oficial y llevaba detenidos a Villa Grimaldi”.
Declaración del 21 de enero de 1999 en el proceso por la desaparición de Luis San Martin.

Ayudó a aclarar la Operación Colombo. Romo declaró ante el juez Juan Guzmán que uno de los 119, Teobaldo Tello Garrido, fue detenido y muerto en Villa Grimaldi por Marcelo Moren.
Involucró a Manuel Contreras, que obedecía e informaba a Augusto Pinochet, de las desapariciones de: Luis Gajardo Zamorano, Sergio Tormen, Manuel Ramírez Rosales, Jorge Elías Andrónico Antequera, Jacqueline Binfa, Carlos Cubillos Gálvez y Luis Fernando Fuentes, entre otros.

“La mayoría de estas detenciones fueron programadas por un organismo que se denominó Dirección Nacional de Inteligencia con la sigla DINA, que estaba a cargo del entonces coronel Manuel Contreras Sepúlveda y como subjefe está Pedro Espinoza Bravo, quien fue reemplazado en octubre de 1975 por Raúl Iturriaga Neunmann. La DINA tenía centros de funcionamientos denominados José Domingo Cañas u Ollagüe a cargo de Marcelo Moren Brito y Maximiliano Ferrer Lima; Londres 38 o Yucatán a cargo de Eduardo Nekelmann y Gerardo Urich; y Villa Grimaldi o Terranova, a cargo de Cesar Manríquez Moyano, Benyerot y Patricia Almuna. La DINA operaba con dos grandes grupos, el grupo Caupolicán a cargo de Marcelo Moren Brito y el grupo Tucapel, de cuyo jefe no recuerdo el nombre”.

Así como antes había hecho un mapa del MIR, Romo entregó a la justicia un mapa de la DINA.

## Muerte
Romo, quien padecía diabetes e insuficiencia cardíaca, sufrió una crisis de salud el 3 de julio de 2007, siendo trasladado al hospital del centro de detención preventiva Santiago Sur. Tras estar 24 horas inconsciente, Romo falleció a las 4:45 horas del 4 de julio. Debido a la ausencia de familiares para el retiro de su cuerpo, fue trasladado a una institución religiosa antes de su funeral, realizados en el Cementerio General de Santiago el 5 de julio en completa soledad.

“Una insuficiencia cardíaca acabó con Romo. Su cuerpo ocupó el nicho 32 del Cementerio General y sus textos fueron a parar a la caja de los cachureos. Nadie fue a despedirlo al cementerio y la fotografía de su ataúd en un carro, arrastrado por un único enterrador, sin cortejo, sin familia ni camaradas, sin los homenajes de los que se sirvieron de su trabajo, es el retrato de la más completa soledad”. 

## Escritos
Durante sus largos años de encierro acumuló una serie de cuadernos en los que describía sus razones y sus sentimientos respectos a los horribles crímenes que cometió. Estos cuadernos garrapateados y con letra torpe fueron llamados "Los cachureos de Romo".

“Yo hoy quiero preguntar, el porqué Los Mataron. Estos jóvenes que eran profesionales, que eran Idealistas yo podría hasta decir que ellos podían ser fanáticos con los pobres del campo y de la ciudad, en todos los centros de trabajo del país. Ellos están todos hoy muertos, esto porque ellos tenían vínculos con personal uniformado de todo Chile, esto fue un trabajo sucio, de los elementos que pensaron con la cabeza torpe que solo tenía musculo, ellos no tenían Postura ni Conducta, ellos no saben que es el arte y que es la ciencia, y al final que ética profesional, yo no puedo olvidar a estos valientes, a ninguno de ellos que tenían gran talento y tenían virtud en la sangre” (Osvaldo "Guaton" Romo) 
Escritos de Romo acerca de los jóvenes del MIR asesinados

## Historial electoral
| Año  | Tipo           | Territorio                                | Pacto                    | Partido | Votos | %    | Resultado          |
| ---- | -------------- | ----------------------------------------- | ------------------------ | ------- | ----- | ---- | ------------------ |
| 1973 | Parlamentarias | 24ª Agrupación Departamental (Llanquihue) | Unión Socialista Popular | USOPO   | 104   | 0.18 | No electo diputado |